# 엄마친구 2
《엄마친구 2》는 2016년에 개봉한 대한민국의 영화이다.

## 캐스팅
- 박주빈 : 수연 역
- 이천 : 광호 역
- 영아 : 하경 역
- 이은미 : 광호 모 역
- 홍주아 : 미란 역
- 조권식 : 새 남친 역
- 전현수 : 바텐더 역